# Ludmila Jankovcová
Ludmila Jankovcová (nascida Stračovská; 8 de agosto de 1897, Kutná Hora - 5 de setembro de 1990, Plzeň) foi uma política checa.
Foi nomeada Ministra da Indústria em 1947, e Vice-Primeira Ministra em 1954.